# 瀬良垣苗子
瀬良垣 苗子（せらがき なえこ、1938年 - 2016年）は、沖縄民謡の歌手。大城美佐子、山里ユキと並んで女性唄者の草分け的存在として挙げられる。

## 略歴
沖縄県中頭郡具志川村（のちに具志川市→うるま市となる）出身。三線奏者であった父・守金の影響もあり、幼少期から唄三線に親しむ。
山内昌徳に師事したのち、1960年にマルテルレコードから発売された「なーしび節」でレコードデビュー。翌1961年にはNHKのど自慢全国大会に出場。
復帰前年の1971年に知名定男の作詞・作曲で発表した「うんじゅが情どぅ頼まりる」が空前の大ヒット。その後も「義理と情」「情念（なさき）」「ゆすぬ花」などの情歌を次々に発表し、ヒット。「ナビー」の愛称で親しまれ、戦後の沖縄でスター並みの人気を誇った。
1990年代を境に歌の世界から身を引き、本土へ渡って生活するなどもした。しかし晩年は沖縄へ帰郷し、2016年に読谷村にて死去。